# Elías Friedman
Elías Friedman O.C.D. (Sudáfrica, 1916 - Haifa, 1999) fue un sacerdote carmelita descalzo. Vivió en el monasterio Stella Maris del Monte Carmelo en Haifa, Israel, hasta su fallecimiento en 1999. Nació en 1916 dentro de una familia judía de Sudáfrica, siendo su nombre Jacob Friedman. Se graduó en la Universidad de Ciudad del Cabo en 1938. En 1943, mientras prestaba servicio como doctor en la Brigada Médica Sudafricana, ingresó a la Iglesia católica. Cuatro años más tarde, se hizo carmelita descalzo y dio a luz su primer libro "La Redención de Israel" publicado por Sheed and Ward. Fue ordenado en 1953 y entró al monasterio Stella Maris un año más tarde.
Obtuvo varios reconocimientos como autor, historiador de los orígenes carmelitas, lingüista, traductor, orador público, músico y poeta aclamado internacionalmente.
El libro "Identidad Judía" fue el fruto producto de largos años de oración, estudios y más de 40 años de vida religiosa en Israel. La nueva organización fundada por él, la Asociación de Católicos Hebreos, es una temprana manifestación de las introspecciones contenidas en este trabajo. Paralelamente la Iglesia católica, con el Concilio Vaticano II, ha estado revisando sus enseñanzas con respecto a los judíos y el judaísmo.